# Tinea svenssoni
Tinea svenssoni is een vlinder uit de familie echte motten (Tineidae). De wetenschappelijke naam is voor het eerst geldig gepubliceerd in 1965 door Opheim.
De soort komt voor in Europa.